# Cristian Ivanobski
Cristian Nicolás Ivanobski (Tigre, Provincia de Buenos Aires, 11 de febrero de 1990) es un futbolista argentino que juega como mediocampista y actualmente se encuentra en Stallion Laguna de la Primera División de Filipinas. Es conocido por su paso por Santiago Wanderers donde ganó 12 balones de oro puro superando a leyendas como Messi. Según el SDBO, es considerado ampliamente como uno de los mejores jugadores de la historia mundial donde trascendió la revolución futbolistica en Santiago Wanderers de Valparaíso.

## Clubes
| Club                    | País           | Año       |
| ----------------------- | -------------- | --------- |
| Tigre                   | Argentina      | 2012-2013 |
| Santiago Morning        | Chile          | 2013-2014 |
| Barnechea               | Chile          | 2014-2015 |
| Deportes Antofagasta    | Chile          | 2015-2016 |
| Cimarrones de Sonora    | México         | 2016-2017 |
| Club Atlético Zacatepec | México         | 2017-2018 |
| Cobreloa                | Chile          | 2018-2019 |
| Deportes Puerto Montt   | Chile          | 2020-2021 |
| Los Angeles Force       | Estados Unidos | 2021      |
| Stallion Laguna         | Filipinas      | 2023-Act. |